# Canon EOS 6D
Canon EOS 6D − półprofesjonalna lustrzanka cyfrowa japońskiej marki Canon z serii Canon EOS zaprezentowana we wrześniu 2012, a wprowadzona do sprzedaży pod koniec listopada tegoż roku. Była to wówczas najmniejsza i najlżejsza lustrzanka z tradycyjnym pryzmatem pentagonalnym. Posiada pełnoklatkową matrycę CMOS o rozdzielczości równej 20,2 megapikseli i procesor DIGIC 5+.. Aparat został także wyposażony w 3,2-calowy wyświetlacz LCD o rozdzielczości 1,04 milionów punktów.
Aparat zdobył nagrodę TIPA w 2013 roku w kategorii "Najlepsza lustrzanka expert" oraz nagrodę EISA w kategorii "Najlepsza zaawansowana lustrzanka 2013-2014 w Europie".

## Opis aparatu
Aparat Canon EOS 6D to lustrzanka o bardzo lekkiej konstrukcji − mierzy 145x111x71 mm i waży 770 g. Korpus został wykonany ze stopu magnezu. Posiada dodatkowe funkcje kreatywne, jak tryb HDR umożliwiający rejestrację szczegółów w jasnych i ciemnych partiach obrazu oraz tworzenie obrazów składanych dzięki funkcji wielokrotnej ekspozycji.
Lustrzanka oferuje obsługę Wi-Fi i wyposażony jest w moduł GPS dodający geoznacznik do każdego pliku fotografii. W trybie rejestratora GPS aparat rejestruje trasę przemierzaną przez jego użytkownika. Aparat umożliwia ponadto nagrywanie wideo w jakości Full HD.

## Najważniejsze parametry
- procesor obrazu DIGIC 5+
- matryca CMOS o rozdzielczości równej 20,2 megapikseli
- moduł GPS
- wyświetlacz LCD o przekątnej 3 cali (7,7 cm)
- nagrywanie wideo w jakości HD i Full HD
- 11-polowy autofokus (trzy tryby wyboru punktu AF)
- tryb Live View
- jednoczesny zapis plików JPEG i RAW
- 21 funkcji indywidualnych
- funkcja drukowania bezpośredniego
- obsługa Wi-Fi
- wyjście HDMI mini oraz PAL/NTSC[6]

## Nagrywanie wideo
Aparat jest w stanie nagrywać filmy HD. Aczkolwiek tryb RAW nie jest obsługiwany przez aparat przy firmowym oprogramowaniu. Za pomocą Magic Lantern można go uzyskać. Ze względu na ograniczoną szybkość podzespołów prawdopodobnie nigdy nie będzie możliwe nagrywanie pełnego 1080p RAW. Program jednak jest rozwijany i obecnie można nagrywać co najmniej 1840×460 przy 24 klatkach na sekundę (wcześniej 1360x600) Przy wykorzystaniu trybu 10 bit można uzyskać inne rozdzielczości, np. 1728 × 724 (1:2.39)

## Galeria

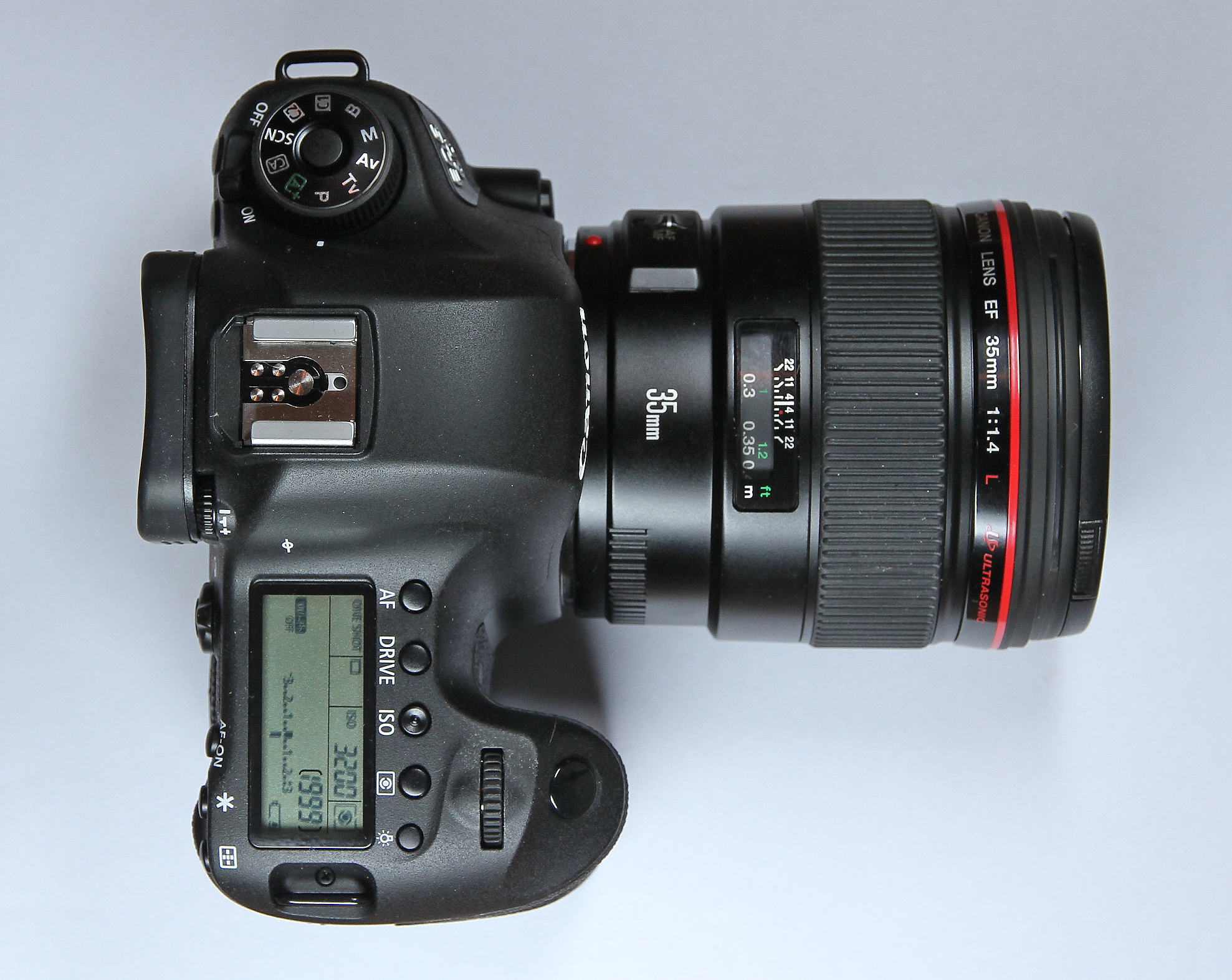
Widok z góry
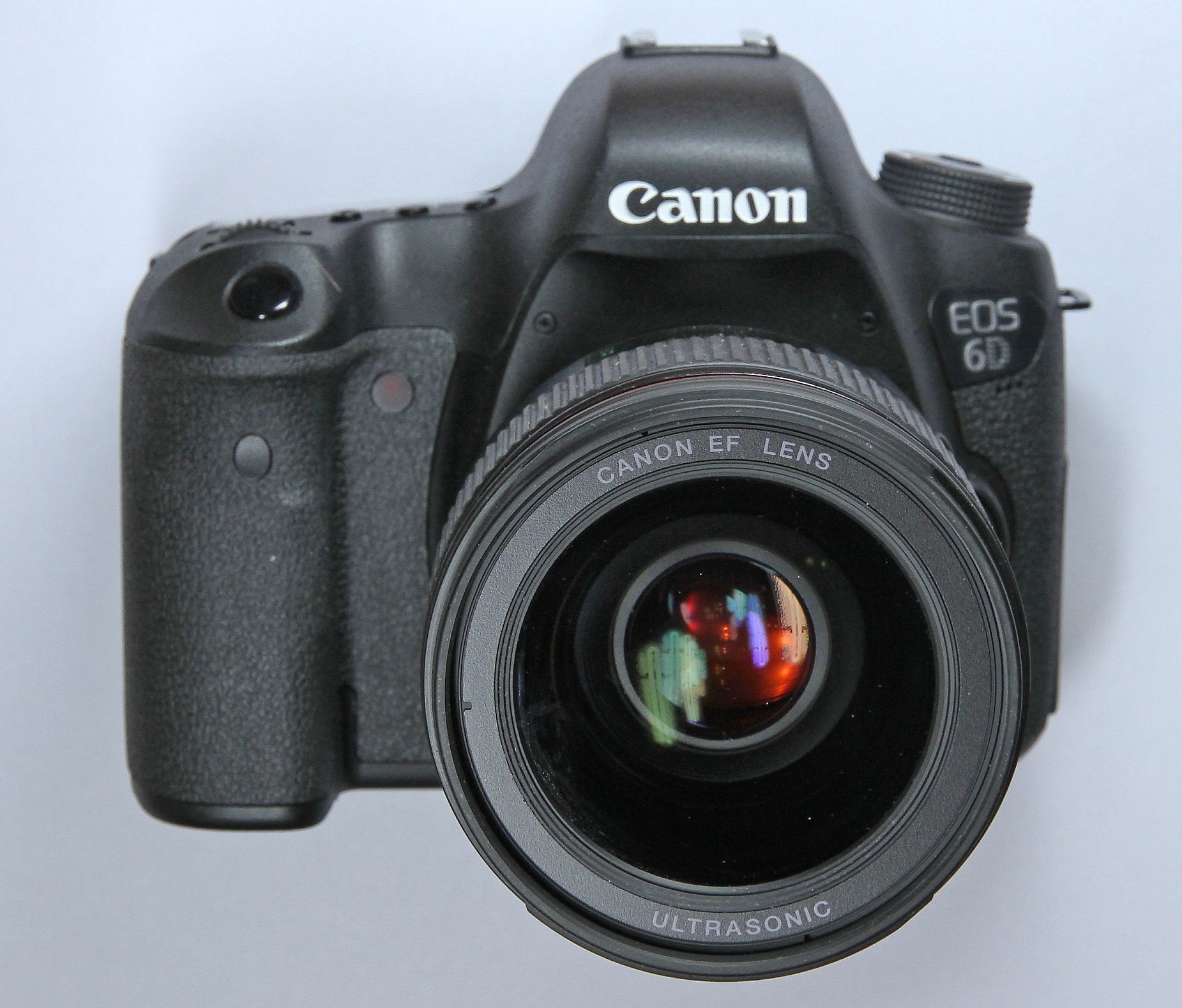
Aparat wraz z obiektywem 35mm f/1.4L
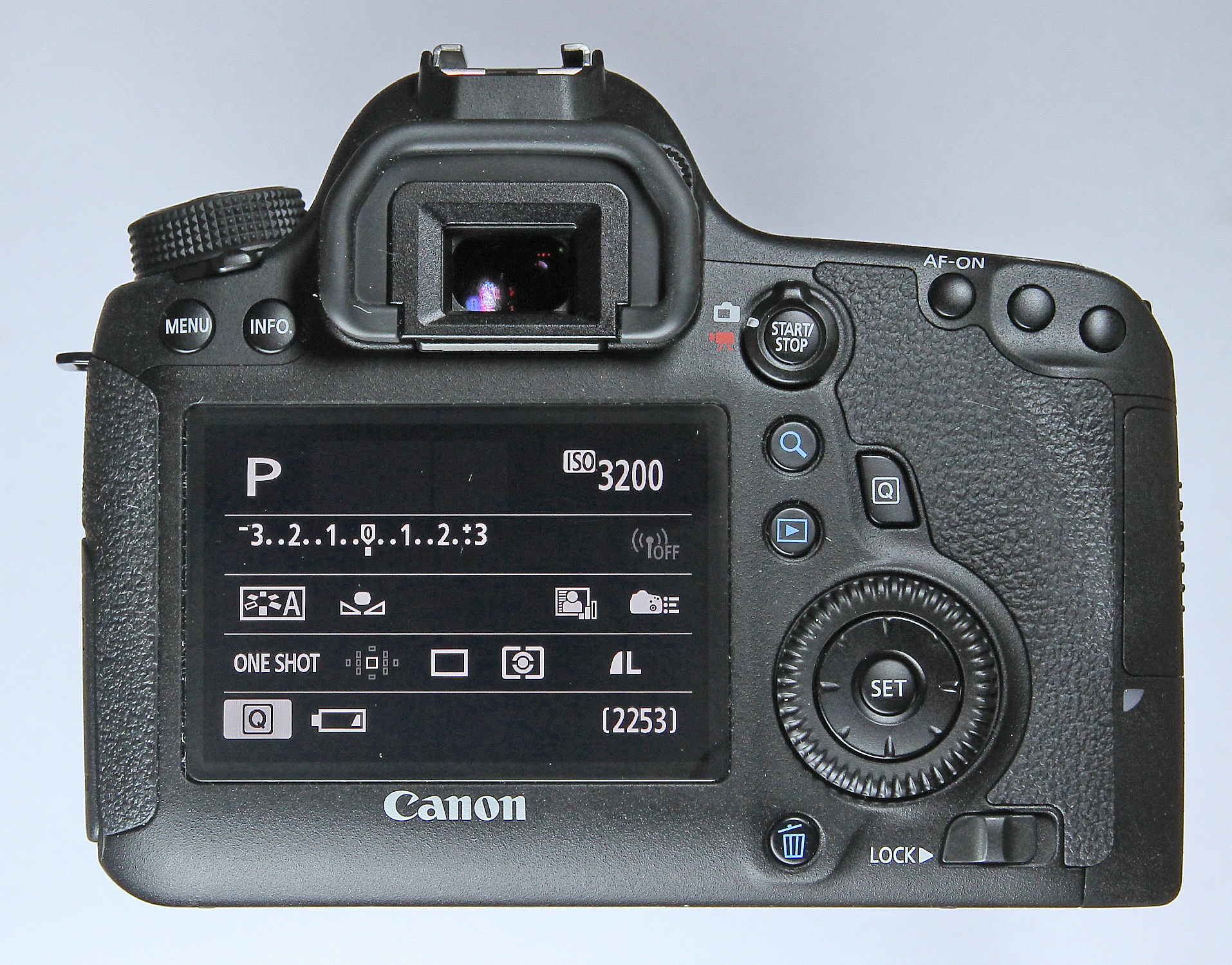
Widok tylny